# 東方匯財證券
東方匯財證券國際控股有限公司，簡稱東方匯財證券國際控股、東方匯財證券國際和東方匯財證券（英語：ORIENT SECURITIES INTERNATIONAL HOLDINGS LIMITED，港交所：8001），在1999年，當時由張俊英和孔慶倫，於香港（總部）成立前身「Trading Guru Securities Limited」。
2000年，由Orient Securities Holdings持有的林樹松（主席）、林昇宏和黃君諾（已退任）進行收購。
股份在2014年1月15日於港交所創業板上市，配售價格為0.8港元，配售股份為75,000,000股，集資額為6000萬港元，主要用作營運資金。於2016年1月,該公司市值大約為4億元。
業務在香港經營證券交易及股票孖展服務。
2019年12月，東方匯財證券被聯交所要求除牌。

## 連結
- orientsec.com.hk/（页面存档备份，存于）